# Simon Opzoomer
Simon Opzoomer, né le 19 septembre 1807 à Rotterdam et mort le 4 août 1878 à Anvers est un peintre néerlandais.

## Biographie

### Jeunesse et apprentissage
Opzoomer s'initie à la peinture avec Gillis de Meijer à Rotterdam. Il part poursuivre ses études à Anvers, à l'académie des beaux-arts et suit les cours de Mathieu-Ignace Van Brée puis de Nicaise De Keyser. EN 1836-1837, il fait un voyage à Paris pour y poursuivre ses études. Revenu au Royaume des Pays-Bas, il expose pour la première fois en 1838 à Amsterdam avec « Portrait d'une jeune femme ». L'une des premières œuvres historiques qu'il expose au public est « Les Frères de Witt au Gevangenistoren à La Haye », présentée en 1843 et acquise par le roi Guillaume II.

### Maturité et reconnaissance
Il est régulièrement invité lors des expositions des Pays-Bas, que ce soit à La Haye, Amsterdam ou Leeuwarden. Il acquiert une bonne réputation de portraitiste, de peintres d'Histoire et de genre. Il intègre l'Académie royale d'Amsterdam et est distingué d'une nomination comme chevalier de l’Ordre de la Couronne de Chêne par le roi Guillaume III en 1853.
Opzoomer exploite pourtant régulièrement des thèmes libéraux ou anti-royaliste, tels les frères De Witt ou Johan van Oldenbarnevelt, des personnalités qui se sont opposées au stadhouder ; comme avec la toile « La dernière prière d’Oldenbarnevelt ». Il semble manifestement séduit par les idéaux libéraux qui traversent l'Europe après les révolutions de 1848.
Au début des années 1850, Opzoomer s'installe à Anvers et, malgré quelques brefs passages à La Haye et Rotterdam, y reste jusqu'à sa mort.

### Style et analyse de l’œuvre
Opzoomer a une bonne connaissance de la peinture moderne belge, et plus particulièrement de l'école d'Anvers. Son emploi des couleurs chaudes et expressives, qui se réfèrent directement à cette influence fait dire à un critiques d'art contemporain que Opzoomer « s’égare de la couleur « vraie » de l’école hollandaise en se rapprochant trop de l’école flamande »,

## Œuvres

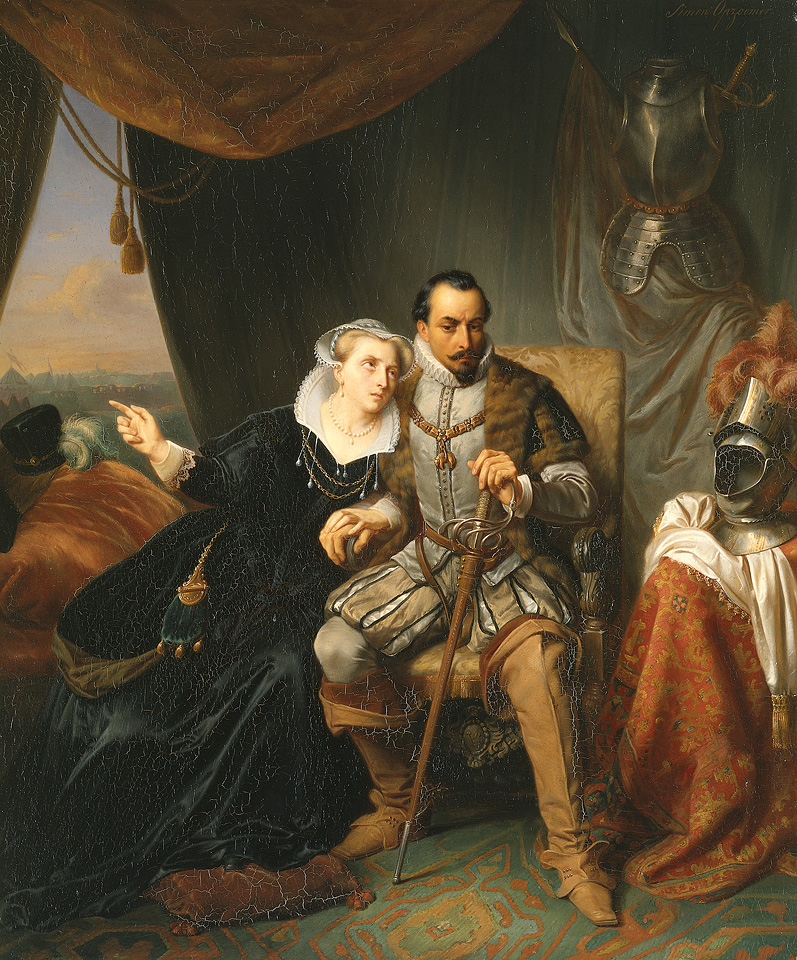
Magdalena Moons implores her fiancé Francesco Valdez to put off the storming of Leiden for another night, 1574: scene from the Eighty Year’s War. Rijksmuseum Amsterdam
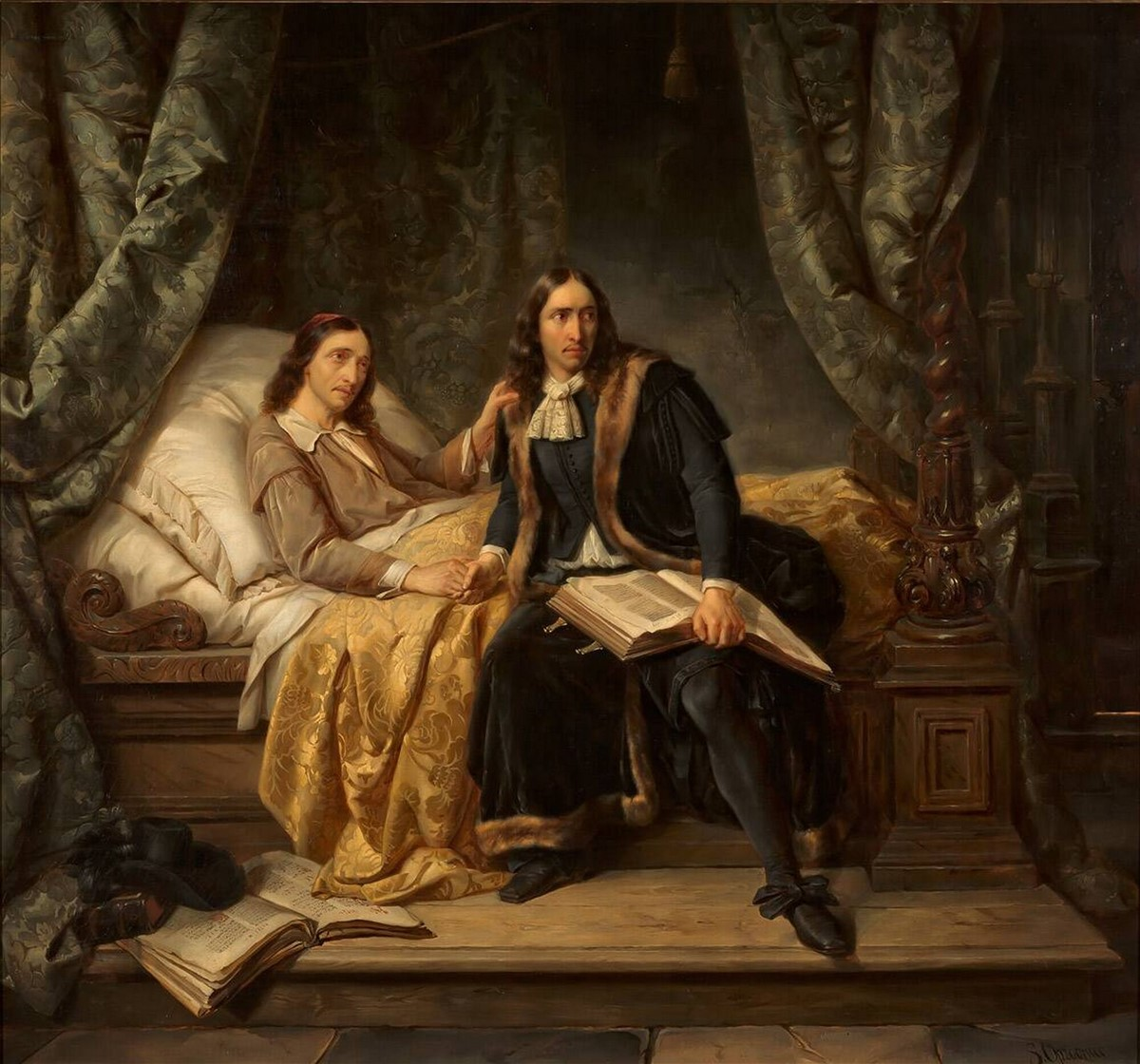
Les Frères De Witt en prison, (vers 1843), musée Boijmans Van Beuningen